# Championnats du monde de judo 1989
Navigation
Édition précédente Édition suivante
Les Championnats du monde de judo 1989 se sont tenus à Belgrade en Yougoslavie (actuelle Serbie).

## Résultats

### Hommes
| Épreuves          | Or                  | Argent               | Bronze                                |
| ----------------- | ------------------- | -------------------- | ------------------------------------- |
| - 60 kg           | Amiran Totikashvili | Tadanori Koshino     | Dashgombyn Battulga Hyun Yoon         |
| - 65 kg           | Dragomir Becanovic  | Udo Quellmalz        | Bruno Carabetta Sergei Kosmynin       |
| - 71 kg           | Toshihiko Koga      | Mike Swain           | Su Li Chang Georgi Tenadze            |
| - 78 kg           | Byung Jo Kim        | Tatsuto Moshida      | Waldemar Legien Bashir Varaev         |
| - 86 kg           | Fabien Canu         | Benjamin Spijkers    | Stefan Freudenberg Axel Lobenstein    |
| - 95 kg           | Koba Kurtanidze     | Odvogiin Baljinnyam  | Marc Meiling Robert van de Walle      |
| + 95 kg           | Naoya Ogawa         | Garcia Franck Moreno | Rafał Kubacki Grigori Verichev        |
| Toutes catégories | Naoya Ogawa         | Akaki Kibodzalidze   | Kun Soo Kim Alexander van der Groeben |

### Femmes
| Épreuves          | Or                          | Argent            | Bronze                             |
| ----------------- | --------------------------- | ----------------- | ---------------------------------- |
| - 48 kg           | Karen Briggs                | Fukimo Esaki      | Jessica Gal Cécile Nowak           |
| - 52 kg           | Sharon Rendle               | Alessandra Giungi | Cho Min-sun Maritza Perez Cardenas |
| - 56 kg           | Catherine Arnaud            | Ann Hughes        | Miriam Blasco Sun Yong Chung       |
| - 61 kg           | Catherine Fleury            | Ielena Petrova    | Takako Kobayashi Gabriele Ritschel |
| - 66 kg           | Emanuela Pierantozzi        | Hikari Sasaki     | Claire Lecat Odalis Revé           |
| - 72 kg           | Ingrid Berghmans            | Yoko Tanabe       | Aline Batailler Wu Weifeng         |
| + 72 kg           | Fenglian Gao                | Regina Sigmund    | Natalina Lupino Beata Maksymow     |
| Toutes catégories | Estela Rodriguez Villanueva | Sharon Lee        | Yoko Tanabe Yin Zhang              |

## Tableau des médailles
| Rang | Nation               | Or | Argent | Bronze | Total |
| ---- | -------------------- | -- | ------ | ------ | ----- |
| 1    | Japon                | 3  | 5      | 2      | 10    |
| 2    | France               | 3  | 0      | 5      | 8     |
| 3    | Union soviétique     | 2  | 2      | 4      | 8     |
| 4    | Royaume-Uni          | 2  | 2      | 0      | 4     |
| 5    | Cuba                 | 1  | 1      | 2      | 4     |
| 6    | Italie               | 1  | 1      | 0      | 2     |
| 7    | Corée du Sud         | 1  | 0      | 4      | 5     |
| 8    | Chine                | 1  | 0      | 2      | 3     |
| 9    | Belgique             | 1  | 0      | 1      | 2     |
| 10   | Yougoslavie          | 1  | 0      | 0      | 1     |
| 11   | Allemagne de l'Ouest | 0  | 1      | 4      | 5     |
| 12   | Allemagne de l'Est   | 0  | 1      | 1      | 2     |
| 12   | Mongolie             | 0  | 1      | 1      | 2     |
| 12   | Pays-Bas             | 0  | 1      | 1      | 2     |
| 15   | États-Unis           | 0  | 1      | 0      | 1     |
| 16   | Pologne              | 0  | 0      | 3      | 3     |
| 17   | Corée du Nord        | 0  | 0      | 1      | 1     |
| 17   | Espagne              | 0  | 0      | 1      | 1     |

## Source
- (en) Judoinside.com